# Грюнейзен, Карл
Карл Грюнейзен (нем. Karl Grüneisen; 17 января 1802, Штутгарт, Баден-Вюртемберг — 26 февраля 1878, Штутгарт) — немецкий богослов, лютеранский пастор, придворный проповедник, поэт и писатель по эстетике, историк искусства.

## Биография
Родился в семье первого редактора газеты «Morgenblatts für gebildete Stände». С 1819 года изучал теологию в Тюбингене, затем в Берлине у Ф. Шлейермахера, затем путешествовали Германии и Италии, в 1825 году стал капелланом в Штутгарте, с 1835 года — придворным проповедником и руководителем консистории в Штутгарте, где и умер.

## Творчество
Поэт-песенник. С 1823 года публиковал свои песни, некоторые из которых были популярными в народе. Из его исторических трудов, которые, в основном, относятся к области христианского искусства, заслуживают внимания несколько работ, в том числе его «Lieder» (Штутгарт, 1823) обеспечили К. Грюнейзену почётное место среди поэтов швабской школы. Его христианский справочник в молитвах и песнях (Штутгарт 1846, 7-е изд., 1883) пользовался широкой популярностью.

## Избранные публикации
- Über Bedeutung und Geschichte des Totentanzes
- Der Salomonische Tempelbau
- Über den Kunsthaß in den ersten drei Jahrhunderten der Kirche
- Über die bildliche Darstellung der Gottheit (Штутгарт 1828)
- Über das Sittliche der bildenden Kunst bei den Griechen (Лейпциг 1833);
- Die altgriechische Bronze des Tuxschen Kabinetts in Tübingen (Штутгарт 1835)
- Niklaus Manuel; Leben und Werke eines Malers, Dichters, Kriegers, Staatsmanns und Reformators im 16. Jahrhundert (Штутгарт 1837)
- Ulms Kunstleben im Mittelalter (в соавт., 1840).
- Predigten
- Ueber Gesangsbuchreform и другие.